# Transportrisiko
Unter dem Transportrisiko versteht man im Handel und in der Logistik jedes Ereignis, das den Transport von Transportgütern beeinträchtigen oder verhindern kann und zu einem Schaden führt.

## Allgemeines
Wesentliche Merkmale dieser Ereignisse sind, dass die Auswirkung zufällig, unerwartet, nicht naturgemäß und nicht vorhersehbar eintreten. Das Transportrisiko gehört zu den Absatzrisiken, so dass der klassische Risikoträger der Hersteller oder Händler einer Ware ist. Je länger die Transportdauer ist, umso mehr steigt das Transportrisiko. Deshalb sind Transportrisiken entfernungsbedingt im Außenhandel von großer Bedeutung, aber auch im Binnenhandel gibt es Transportrisiken. So kann im Außenhandel eine Blockade den Seetransport (Seeblockade), Lufttransport oder Landtransport beeinträchtigen oder ganz verhindern, im Binnenhandel sind Unfälle das häufigste Transportrisiko beim Gütertransport. Das Transportrisiko liegt im Präsenzhandel allein beim Käufer, sobald ihm die Güter vom Verkäufer übergeben werden.

## Arten
Reinhold Henzler unterscheidet zwischen dem lokalen, temporalen, quantitativen und qualitativen Transportrisiko:
- Lokales Transportrisiko: ist die Gefahr, dass das Transportgut nicht auf einem üblichen Transportweg befördert oder nicht an den richtigen Empfänger ausgeliefert wird.
- Temporales Transportrisiko: ein häufiges Transportrisiko besteht in der Verspätung des Transports aus allen möglichen Gründen (Panne, Streik, Verkehrsstau, Wetterrisiko), die – bei fester Lieferfrist – zum Lieferverzug führt.
- Quantitatives Transportrisiko: besteht in dem teilweisen oder vollständigen Verlust der Ware während des Transports (Diebstahl, Havarie von Seecontainern, Schwindung).
- Qualitatives Transportrisiko: Gefahr der Verschlechterung der Ware (Beschädigung, Korrosion, Verderb), auch beispielsweise durch Unterbrechung der Tiefkühlkette.

Quantitatives und qualitatives Transportrisiko sind rein technische Risiken. Kern des temporalen Transportrisikos ist die Fahrzeit, die durch das Wetterrisiko verlängert werden kann.
Das Transportrisiko kann sich auch erhöhen, wenn im verbundenen Verkehr mehrere Transportmittel zum Einsatz kommen. So können beispielsweise beim Versandspediteur im Vorlauf zum Bahnhof während der Verladung auf den Güterzug Beschädigungen oder Verluste eintreten und ebenso beim Nachlauf während der Übernahme durch den Empfangsspediteur.
Auch durch Transportmittel selbst verwirklicht sich ein Transportrisiko. Beim Personentransport kann es zu Personen- oder Sachschäden kommen. Der Gütertransport beinhaltet neben der Gefahr von Diebstahl, Verderb, Schwindung oder Beschädigung von Gütern in nachhaltigen Lieferketten die Gefahr, dass die eingesetzten Transportmittel soziale oder ökologische Schäden wie Emissionen oder Lärmbelästigung verursachen. Auch Verspätungen durch Transportmittel (etwa durch Verkehrsstaus, Unfälle) gehören zu den Transportrisiken.

## Risikobewältigung
Entscheidend für den Risikoträger des Transportrisikos ist der Gefahrübergang. Deshalb legen die Lieferungsbedingungen fest, zu welchem Zeitpunkt der Gefahrübergang vom Auftragnehmer/Exporteur/Verkäufer auf den Auftraggeber/Importeur/Käufer stattfindet. In Deutschland erfolgt beim Versendungskauf der Gefahrübergang bereits, wenn die Ware abgeschickt wurde (§ 447 Abs. 1 BGB), also z. B. mit der Übergabe an den Spediteur. Dies gilt gemäß § 475 Abs. 2 BGB jedoch nicht beim Verbrauchsgüterkauf: Bestellt ein Verbraucher bei einem Unternehmer eine Ware, so geht die Gefahr erst über, wenn der Verbraucher die Sache erhalten hat. Abweichende Vereinbarungen (z. B. „unversicherter Versand nur auf Gefahr des Käufers“) sind nach § 475 Abs. 1, § 307 Abs. 2 BGB unwirksam.
Die deutsche Handelsklausel „frei Haus“ bedeutet, dass der Verkäufer zwar die Frachtkosten bis zum Käufer trägt, nicht jedoch auch das Transportrisiko übernimmt. International liegt bei den Incoterms das Transportrisiko beim Code „DDP“ (vereinbarter Lieferort im Importland) vollständig beim Exporteur, beim Code „EXW“ (Ab Werk) trägt der Importeur das Transportrisiko. Bei einer FOB- oder CIF-Lieferung geht das Transportrisiko auf den Importeur über, sobald die Ware die Reling des Seeschiffes im Verschiffungshafen überschritten hat. Im UN-Kaufrecht trägt der Käufer ab Gefahrübergang das Transportrisiko, also wenn die Ware gemäß Kaufvertrag dem ersten Beförderer zur Übermittlung an den Käufer übergeben wird (Art. 67 Abs. 1 CISG).
Der jeweilige Risikoträger kann die meisten Gefahren des Transportrisikos speziell durch eine Transportversicherung, Erfüllungsgarantie (Vertragserfüllungsbürgschaft) oder Lieferbürgschaft ausschalten. Allgemein überwacht das Supply-Chain-Risikomanagement auch die Schwachstellen in einer Lieferkette wie etwa das Transportrisiko.